# 東洋大学体育会サッカー部女子部
東洋大学体育会サッカー部女子部（とうようだいがく たいいくかいサッカーぶ じょしぶ、英語: Toyo University Athletic Association Women's Soccer Club）は、東京都文京区にある東洋大学の女子サッカー部である。

## 概要
東洋大学の強化指定クラブの一つで、練習場は板倉キャンパスの人工芝サッカーグラウンド。2022年の全日本大学女子サッカー選手権で初優勝を果たした。

## 主な成績
- 全日本大学女子サッカー選手権大会
  - 優勝：1回 （2022）
  - 4位：1回 （2017）
- 関東大学女子サッカーリーグ戦（1部）
  - 優勝：1回 （2022）
  - 3位：2回 （2017, 2020）
- 皇后杯 JFA 全日本女子サッカー選手権大会
  - 出場：4回 （2016, 2017, 2019, 2022）

## 主な出身選手
- 大内梨央（2020年度卒）
- 久保真理子（2020年度卒）
- 常田麻友（2020年度卒）
- 常田菜那（2020年度卒）
- 森田美紅（2020年度卒）
- 牛久保鈴子（2021年度卒）
- 佐々木葵（2021年度卒）
- 澁澤光（2021年度卒）
- 出耒村亜美（2021年度卒）
- 林みのり（2021年度卒）
- 北川愛莉（2022年度卒）
- 門脇真依（2023年度卒）